# Pseudogene
Um pseudogene é uma sequência de nucleotídeos que se assemelha a um gene funcional, mas que, no entanto, não resulta em um produto gênico ativo. Em outras palavras, é um gene que perdeu sua capacidade de ser expresso e de gerar proteínas ou RNAs funcionais.
A origem dos pseudogenes pode ser explicada por fragmentos da transcrição em ARNm de um gene. Estes são considerados pseudogenes processados (ou retrotranscritos) quando um gene funcional é transcrito em RNA mensageiro (ARNm). Em seguida, esse ARNm pode ser espontaneamente "copiado de volta" para DNA através de uma enzima chamada transcriptase reversa. Essa nova cópia de DNA é então inserida em um local diferente do genoma. Como essas cópias geralmente não carregam consigo as sequências regulatórias (promotores) necessárias para a ativação do gene, elas permanecem "silenciosas" ou inativas.
Pseudogenes duplicados (ou não processados): Às vezes, durante a replicação do DNA, um gene inteiro (ou um grande segmento dele) pode ser acidentalmente duplicado. O genoma passa a ter, então, duas cópias de um mesmo gene quando, na verdade, apenas uma é necessária para a função celular. Com o tempo, uma dessas cópias pode acumular mutações. Se essas mutações inativarem o gene, isso não trará grandes desvantagens para o organismo, pois a outra cópia continua funcional. Em alguns casos, a própria duplicação pode ser imperfeita, resultando em uma cópia já com promotores defeituosos ou ausentes, tornando-a não funcional desde o início.
Pseudogenes unitários (ou desativação gênica): Um gene que antes era funcional pode simplesmente deixar de sê-lo ao longo do tempo devido ao acúmulo de mutações que se fixam na população. Isso pode ocorrer por processos evolutivos normais, como a seleção natural (se a perda da função gênica não for deletéria ou até conferir alguma vantagem em um novo contexto) ou por deriva genética (flutuações aleatórias na frequência de alelos ao longo das gerações).
Os pseudogenes podem complicar os estudos de genética molecular. Por exemplo, um investigador que queira amplificar um gene mediante PCR pode amplificar simultaneamente um pseudogene que compartilhe sequências similares. Mais, em ocasiões os pseudogenes registam-se como genes na sequenciação de genomas.
É típico em biologia molecular encontrar exemplos raros que questionam qualquer definição simples de um termo, e o de pseudogene não é uma exceção. Há certa divisão entre os geneticistas sobre a natureza do produto final. Se o produto final tem que ser uma proteína, então alguns pseudogenes poden funcionar como ARN. Por exemplo, Hirotsune et al (2003) descobriram uma sequência no genoma humano que se havia identificado como pseudogene mas que aparentemente tem una função reguladora para seu gene homólogo codificador. No entanto, esta definição não permite pseudogenes de ARNt ou ARNr.
Em 2008, vários estudos em moscas e em ratos, proporcionam nova informação: nestes estudos, se sugere uma conexão entre RNAi e pseudogenes. De maneira geral, o processo de RNAi implica vários tipos de pequenas sequências de ARN "guia" que regulam os níveis da proteína alvo ao direccionar para a sua degradação o ARNm desta. Nos seis estudos indicados, siRNAs procedentes de pseudogenes geram duas das quatro categorias de siRNAs naturais ou endo-siRNAs.

## Propriedades
Pseudogenes é geralmente caracterizada por uma combinação da homologia de um gene conhecido e a sua perda de alguma funcionalidade. Ou seja, embora todo pseudogene tenha uma sequência de DNA semelhante a algum gene funcional, eles geralmente são incapazes de produzir proteínas finais funcionais. Geralmente, os pseudogenes são difíceis de identificar e caracterizar nos genomas, porque os dois requisitos de homologia e perda de funcionalidade são geralmente implícitos por meio de alinhamentos de sequências, em vez de comprovados biologicamente.
1. A homologia está implícita na identidade de sequência entre as sequências de DNA do pseudogene e do gene parental. Depois de alinhar as duas sequências, a porcentagem de pares de base idênticos é calculada. Uma alta identidade de sequência significa que é altamente provável que essas duas sequências tenham divergido de uma sequência ancestral comum (são homólogas) e altamente improvável que essas duas sequências tenham evoluído independentemente (consulte Convergent Evolution).
2. A falta de funcionalidade pode se manifestar de várias maneiras. Normalmente, um gene deve passar por várias etapas até se tornar uma proteína totalmente funcional: Transcrição, processamento de pré-mRNA, tradução e enovelamento de proteínas são partes necessárias desse processo. Se qualquer uma dessas etapas falhar, a sequência pode ser considerada não funcional. Na identificação de pseudogenes de alto rendimento, as deficiências mais comumente identificadas são códons de parada prematuros e mudanças de estrutura, que quase universalmente impedem a tradução de um produto proteico funcional.

Pseudogenes para genes de RNA são geralmente mais difíceis de descobrir, pois não precisam ser traduzidos e, portanto, não possuem "quadros de leitura".
Os pseudogenes podem complicar os estudos de genética molecular. Por exemplo, a amplificação de um gene por PCR pode amplificar simultaneamente um pseudogene que compartilha sequências semelhantes. Isso é conhecido como viés de PCR ou viés de amplificação. Da mesma forma, os pseudogenes às vezes são anotados como genes nas sequências do genoma.
Pseudogenes processados muitas vezes representam um problema para programas de predição de genes, muitas vezes sendo erroneamente identificados como genes reais ou éxons. Foi proposto que a identificação de pseudogenes processados pode ajudar a melhorar a precisão dos métodos de predição de genes.
Recentemente, 140 pseudogenes humanos demonstraram ser traduzidos. No entanto, a função, se houver, dos produtos proteicos é desconhecida.

## Tipos e origem
Existem quatro tipos principais de pseudogenes, todos com mecanismos distintos de origem e características. As classificações de pseudogenes são as seguintes:
Processado
Em eucariotos superiores, particularmente mamíferos, a retrotransposição é um evento bastante comum que teve um grande impacto na composição do genoma. Por exemplo, algo entre 30 e 44% do genoma humano consiste em elementos repetitivos como SINEs e LINEs. No processo de retrotransposição, uma porção do mRNA ou hnRNA transcrito de um gene é espontaneamente transcrito de volta ao DNA e inserido no DNA cromossômico. Embora os retrotransposons geralmente criem cópias de si mesmos, foi demonstrado em um sistema in vitro que eles também podem criar cópias retrotranspostas de genes aleatórios. Uma vez que esses pseudogenes são inseridos de volta no genoma, eles geralmente contêm uma cauda poli-A e geralmente tiveram seus íntrons cortados; essas são características marcantes dos cDNAs. No entanto, como são derivados de um produto de RNA, os pseudogenes processados também carecem dos promotores a montante dos genes normais; assim, eles são considerados "mortos na chegada", tornando-se pseudogenes não funcionais imediatamente após o evento de retrotransposição. No entanto, essas inserções ocasionalmente contribuem com éxons para genes existentes, geralmente por meio de transcritos com splicing alternativo. Uma outra característica dos pseudogenes processados é o truncamento comum da extremidade 5' em relação à sequência parental, que é resultado do mecanismo de retrotransposição relativamente não processual que cria pseudogenes processados. Pseudogenes processados são continuamente criados em primatas. Populações humanas, por exemplo, têm conjuntos distintos de pseudogenes processados entre seus indivíduos.
Não processado
Pseudogenes não processados (ou duplicados). A duplicação de genes é outro processo comum e importante na evolução dos genomas. Uma cópia de um gene funcional pode surgir como resultado de um evento de duplicação de gene causado por recombinação homóloga em, por exemplo, sequências senoidais repetitivas em cromossomos desalinhados e subsequentemente adquirir mutações que fazem com que a cópia perca a função do gene original. Os pseudogenes duplicados geralmente têm todas as mesmas características dos genes, incluindo uma estrutura de exon-intron intacta e sequências reguladoras. A perda da funcionalidade de um gene duplicado geralmente tem pouco efeito sobre o fitness de um organismo, uma vez que ainda existe uma cópia funcional intacta. De acordo com alguns modelos evolutivos, pseudogenes duplicados compartilhados indicam o parentesco evolucionário de humanos e outros primatas. Se a pseudogenização for devida à duplicação do gene, ela geralmente ocorre nos primeiros milhões de anos após a duplicação do gene, desde que o gene não tenha sido submetido a nenhuma pressão de seleção. A duplicação de genes gera redundância funcional e normalmente não é vantajoso carregar dois genes idênticos. As mutações que perturbam a estrutura ou a função de qualquer um dos dois genes não são deletérias e não serão removidas por meio do processo de seleção. Como resultado, o gene que foi mutado torna-se gradualmente um pseudogene e não será expresso ou não terá função. Este tipo de destino evolutivo é mostrado pela modelagem genética populacional e também pela análise do genoma. De acordo com o contexto evolutivo, esses pseudogenes serão deletados ou se tornarão tão distintos dos genes parentais que não serão mais identificáveis. Pseudogenes relativamente jovens podem ser reconhecidos devido à sua similaridade de sequência.
Pseudogenes unitários
Várias mutações (como indels e mutações sem sentido) podem impedir que um gene seja normalmente transcrito ou traduzido e, portanto, o gene pode se tornar menos ou não funcional ou "desativado". Esses são os mesmos mecanismos pelos quais os genes não processados se tornam pseudogenes, mas a diferença nesse caso é que o gene não foi duplicado antes da pseudogenização. Normalmente, é improvável que tal pseudogene se fixe em uma população, mas vários efeitos populacionais, como deriva genética, gargalo populacional ou, em alguns casos, seleção natural, podem levar à fixação. O exemplo clássico de um pseudogene unitário é o gene que presumivelmente codificou a enzima L-gulono-γ-lactona oxidase (GULO) em primatas. Em todos os mamíferos estudados além dos primatas (exceto porquinhos-da-índia), o GULO auxilia na biossíntese do ácido ascórbico (vitamina C), mas existe como um gene desativado (GULOP) em humanos e outros primatas. Outro exemplo mais recente de um gene desativado liga a desativação do gene da caspase 12 (através de uma mutação sem sentido) à seleção positiva em humanos.
Foi demonstrado que os pseudogenes processados acumulam mutações mais rapidamente do que os pseudogenes não processados.
Pseudo-pseudogenes
A rápida proliferação de tecnologias de sequenciamento de DNA levou à identificação de muitos pseudogenes aparentes usando técnicas de predição de genes. Os pseudogenes são frequentemente identificados pelo aparecimento de um códon de parada prematuro em uma sequência de mRNA prevista, o que, em teoria, impediria a síntese (tradução) do produto proteico normal do gene original. Houve alguns relatos de leitura translacional de tais códons de parada prematuros em mamíferos. Conforme aludido na figura acima, uma pequena quantidade do produto proteico dessa leitura ainda pode ser reconhecível e funcionar em algum nível. Nesse caso, o pseudogene pode estar sujeito à seleção natural. Isso parece ter acontecido durante a evolução das espécies de Drosophila.
Em 2016, foi relatado que quatro pseudogenes previstos em várias espécies de Drosophila realmente codificam proteínas com funções biologicamente importantes, "sugerindo que tais 'pseudo-pseudogenes' poderiam representar um fenômeno generalizado". Por exemplo, a proteína funcional (um receptor olfativo) é encontrada apenas em neurônios. Esta descoberta de genes biologicamente funcionais específicos de tecido que poderiam ter sido classificados como pseudogenes por análise in silico complica a análise de dados de sequência. No genoma humano, foram identificados vários exemplos que foram originalmente classificados como pseudogenes, mas posteriormente descobertos como tendo um papel funcional, embora não necessariamente codificador de proteínas. Em 2012, parecia que havia aproximadamente 12.000 a 14.000 pseudogenes no genoma humano. Uma análise proteogenômica de 2016 usando espectrometria de massa de peptídeos identificou pelo menos 19.262 proteínas humanas produzidas a partir de 16.271 genes ou grupos de genes, com 8 novos genes codificadores de proteínas identificados que eram anteriormente considerados pseudogenes.